# Apatura julia
Apatura julia är en fjärilsart som beskrevs av Franz Paula von Schrank 1801. Apatura julia ingår i släktet Apatura och familjen praktfjärilar. Inga underarter finns listade i Catalogue of Life.